# North Goa (distrikt)
North Goa (hindi: उत्तर गोवा जिला)  er et distrikt i den indiske delstat Goa. Distriktets hovedstad er Panaji. 

## Demografi
Ved folketællingen i 2011 var det 817.761 indbyggere i distriktet, mod 758,573 i 2001. Den urbane befolkningen udgør 60,25 % af befolkningen.
Børn i alderen 0 til 6 år udgjorde 9,19 % i 2011 mod 10,56 % i 2001. Antallet piger i den alder per tusinde drenge er 911 i 2011 mod 938 i 2001.